# الإدارة الوطنية للتحكيم (تونس)
الإدارة الوطنية للتحكيم (بالفرنسية: Direction National d'arbitrage)‏ وتختصر DNA وهي الجهة المشرفة لحكام كرة القدم في تونس، أسست سنة 2016 يشرف عليها بعض من الحكام السابقين مثل مراد عاشور ومحمد المدب. تقوم بتعليم ورسكلة تعيينات الحكام. يقع مقر المنظمة بالمنزه مباشرةً بجانب الجامعة التونسية لكرة القدم.

## الإدارة

### الهيكل التنظيمي
المصدر:
- مدير الإدارة الوطنية للتحكيم : عواز الطرابلسي

- رئيس لجنة التعينات : هشام قيراط
- رئيس لجنة التكوين والرسكلة : جمال بركات
- رئيس لجنة المراقبين : توفيق الوسلاتي
- رئيس لجنة الحكام المساعدين : توفيق العجنقي
- رئيس لجنة المتـــابعة : عاطف اليقوبي
- مساعد مدير الإدارة الوطنية للتحكيم : محمد الدبابي
- رئيس لجنة تعينات الشبان : رضا فهمي
- رئيس لجنة تعينات كرة القدم هواة مستوى 1 : ياسين حروش
- رئيس لجنة تعينات كرة القدم هواة مستوى 2 : البشير الحساني
- رئيس لجنة تعينات وتكوين و امتحانات  الحكام للرابطة الوطنية لكرة القدم النسائية : علالة المالكي
- رئيس لجنة التحكيم بالرابطة الجهوية للجنوب الشرقي ( قــابس): علي لسود
- رئيس لجنة التحكيم بالرابطة الجهوية بتونس : مراد بن حمزة

### الإدارة الوطنية للتحكيم
المصدر:
- المدير الوطني لإدارة التحكيم : السيد عواز الطرابلسي
- المدير الوطني المساعد لإدارة التحكيم  : السيد عاطف اليعقوبي
- رئيس لجنة التعيينات : السيد جمال بركات
- رئيس قسم تعينات المراقبين : السيد محمد الدبابي
- رئيس لجنة التكوين والرّسكلة  : السيد هشام قراط
- رئيس لجنة المتابعة : السيد عاطف اليعقوبي
- مستشار مكلف بمساعدي الحكام : السيد توفيق العجنقي
- رئيس لجنة تعيينات حكام الرابطة الثالثة : السيد ياسين حروش
- مستشار مكلف بتعيينات حكام كرة القدم داخل القاعات : السيد شمس الدين اللمطي
- مستشار مكلف بتعيينات الشبان : السيد رياض الحرزي
- رئيس لجنة تعيينات حكام كرة القدم النسائية : السيد علالة المالكي

## الحكام الدوليين
المصدر:
| حكام الساحة                                                                                            | الحكام المساعدين                                                                                   | حكمات الساحة                                   | الحكمات المساعدات                                  |
| - يوسف السرايري - هيثم قيراط - الصادق السالمي - وليد الجريدي - يسري بوعلي - محرز المالكي - سليم بلخواص | - أنور هميلة - يامن الملولشي - خليل الحساني - أيمن إسماعيل - فوزي الجريدي - رمزي الحرش - محمد بكير | - درصاف القنواطي - عفاف الميلادي - هادية عمارة | - رحمة علويني - امال حشاد - هدى عافين - ايمان محمد |